# Cheshire West and Wirral (circonscription du Parlement européen)
Avant l’adoption uniforme de la représentation proportionnelle en 1999, le Royaume-Uni utilisait le système uninominal à un tour pour les élections européennes en Angleterre, en Écosse et au pays de Galles. Les circonscriptions du Parlement européen utilisées dans ce système étaient plus petites que les circonscriptions régionales ultérieures et ne comptaient chacune qu'un seul député européen.
La circonscription de Cheshire West and Wirral était l'une d'entre elles.

## Limites
Lors de sa création en Angleterre en 1994, il se composait des circonscriptions du Parlement de Westminster de  de Birkenhead, City of Chester, Crewe and Nantwich, Eddisbury, Ellesmere Port and Neston, Wallasey, Wirral South et Wirral West.
L'ensemble de la région est devenu une partie de la circonscription de l'Angleterre du Nord-Ouest en 1999.

## Membre du Parlement européen
| Élection                                  | Élection | Membre          | Parti        |
| ----------------------------------------- | -------- | --------------- | ------------ |
| Cheshire West avant 1994                  |          |                 |              |
|                                           | 1994     | Lyndon Harrison | Travailliste |
| Angleterre du Nord-Ouest à partir de 1999 |          |                 |              |

## Résultats des élections
Les candidats élus sont indiqués en gras.
| Parti         | Parti                                  | Candidat        | Voix    | %    | ± |
| ------------- | -------------------------------------- | --------------- | ------- | ---- | - |
|               | Travailliste                           | Lyndon Harrison | 106,160 | 53,6 | ' |
|               | Conservateur                           | D. N. Senior    | 58,984  | 29,8 |   |
|               | Libéral Démocrate                      | I.A. Mottershaw | 20,746  | 10,5 |   |
|               | British Home Rule                      | D.J.E. Carson   | 6,167   | 3,1  |   |
|               | Green                                  | M.C. Money      | 5,096   | 2,6  |   |
|               | Natural Law                            | A.G. Wilmot     | 929     | 0,4  |   |
| Majorité      | Majorité                               | Majorité        | 47,176  | 23,8 |   |
| Participation | Participation                          | Participation   | 198,082 |      |   |
|               | Travailliste vainqueur (nouveau siège) |                 |         |      |   |